# Michaela Tabb

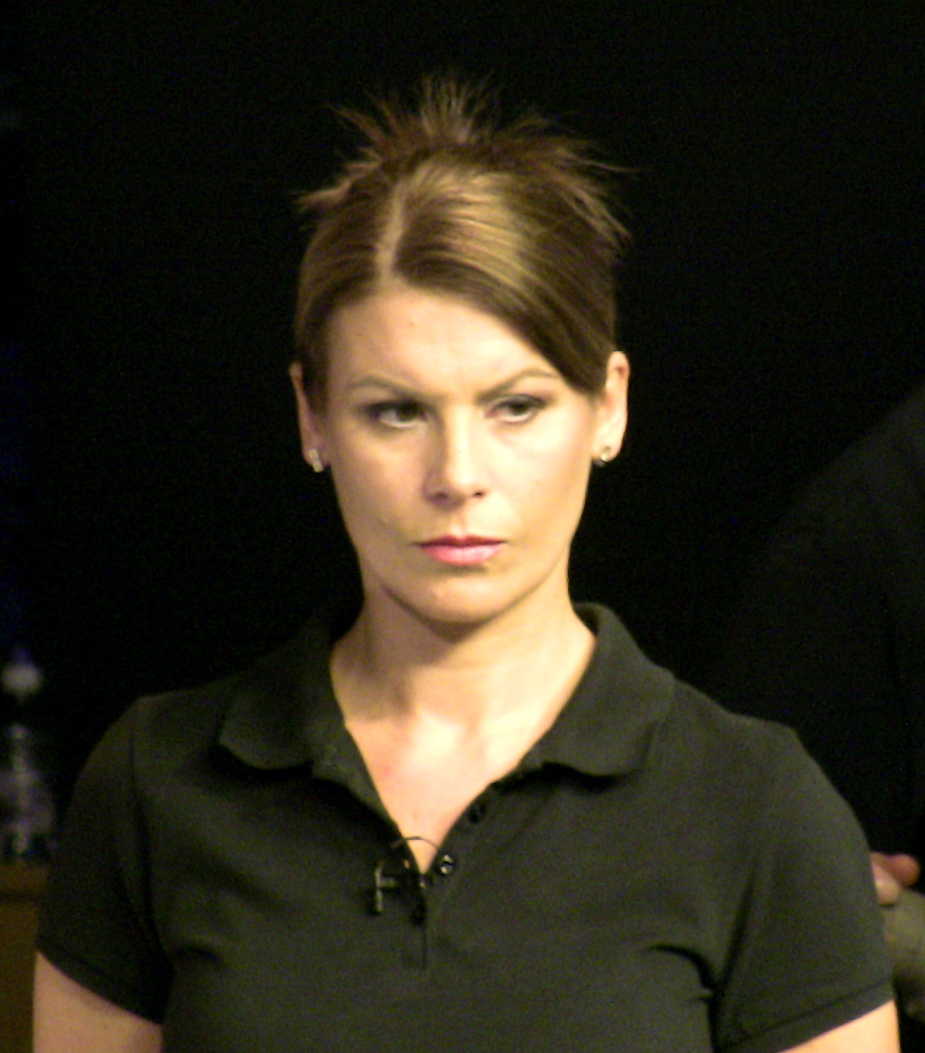
Michaela Tabb

Michaela Tabb (Bath, 11 december 1967) is een Engels voormalig poolbiljartster en huidig professioneel snooker- en poolarbiter. Zij won als actief speelster meerdere internationale toernooien en is als professioneel scheidsrechter een van de hoogst aangeschreven arbiters in de pool- en snookerwereld. Tabb leidde in mei 2009 de eindstrijd van het World Snooker Championship 2009 en was daarmee de eerste vrouwelijke "ball scrubber" ooit in een WK-finale snooker.

## Actief speelster
Hoewel Tabb van geboorte een Engelse is, kwam ze vanaf 1992 uit voor het vrouwelijke nationale poolteam van Schotland, waar ze woont. Ze maakte tot 2003 deel uit van de Schotse ploeg, waarmee ze als teamkapitein onder meer in zowel 1997 als 1998 het Europees- én wereldkampioenschap won. Tabbs zus Juliette was van 1996 tot en met 2003 een van haar ploeggenoten in het Schotse nationale team.

## Arbiter

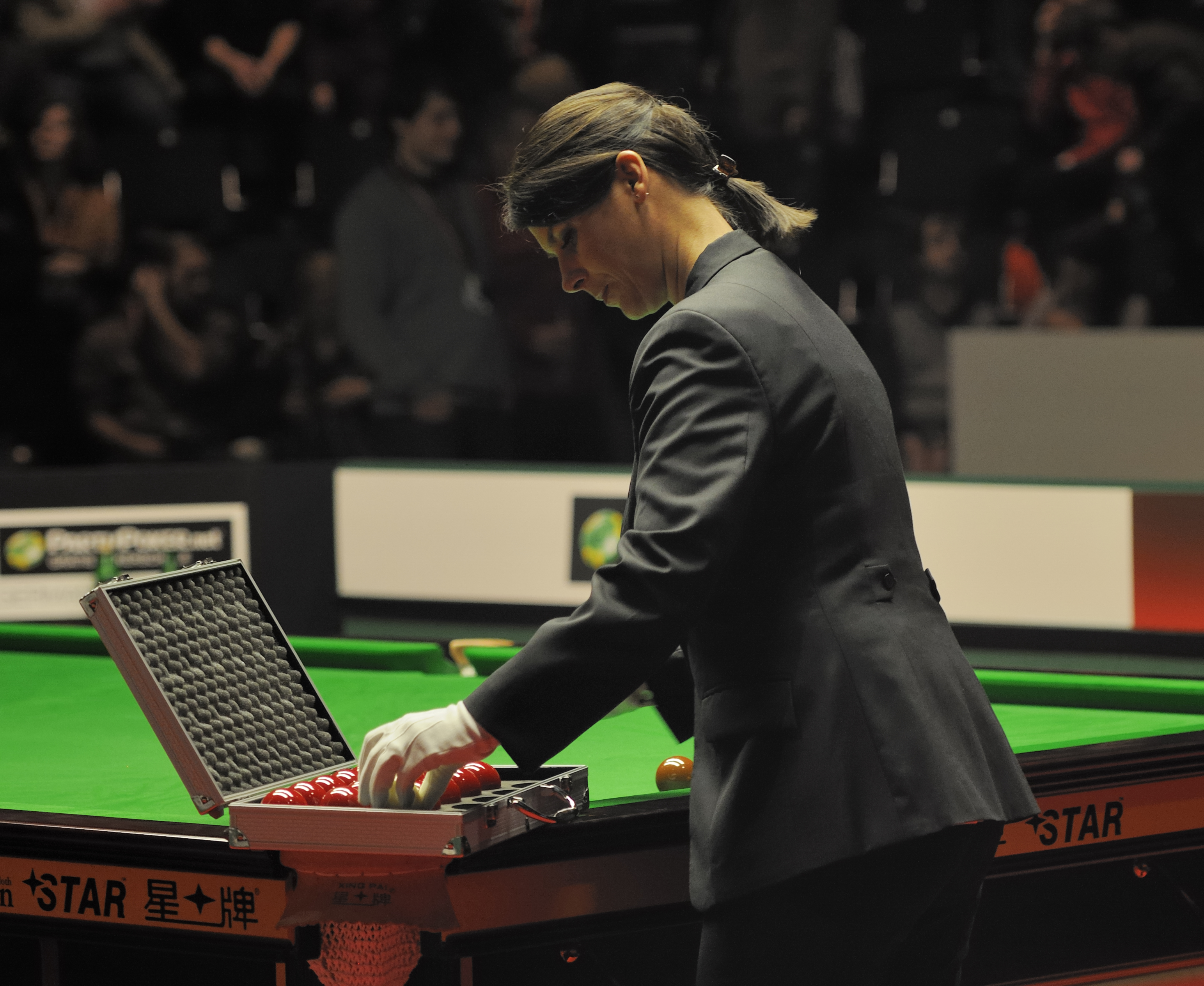
Tabb legt de ballen terug in de koffer. German Masters finale 2012.

Tabb is getrouwd met professioneel poolspeler Ross McInnes met wie zij in de jaren 90 samen zelf pool- en snookertoernooitjes organiseerde. Daarbij functioneerde ze zelf als scheidsrechter en zodoende rolde ze ook de wereld van de arbitrage in. De Engelse debuteerde als professioneel arbiter op de St. Andrew's Cup van 1997, een 9-ball-toernooi.
De toenmalige voorzitter van de World Professional Billiards and Snooker Association - Jim McKenzie - haalde Tabb in 2001 als scheidsrechter naar het snooker om zodoende het stoffige imago van snookerscheidsrechters wat op te poetsen. In september 2001 werd ze erkend als scheidsrechter op internationaal niveau, waardoor ze vanaf dat moment ingezet kon worden bij internationale toernooien op het hoogste niveau. Tabb leidde haar eerste wedstrijd met haar nieuwe status tijdens de eerste ronde van het Welsh Open 2002, in een partij tussen Ken Doherty en James Wattana. Op 18 februari 2007 arbitreerde Tabb de finale van het Welsh Open en werd daarmee de eerste vrouwelijke arbiter die een rankingtoernooi in het snooker onder haar hoede had.
Op 19 maart 2015 werd door World Snooker bekendgemaakt dat Tabb niet meer actief zou zijn als scheidsrechter in het professionele snookercircuit. De reden hiervoor werd niet bekendgemaakt. Tabb spande in september 2015 een rechtszaak aan waarin ze World Snooker beschuldigde van seksediscriminatie, contractbreuk en oneigenlijke beëindiging van haar werkzaamheden. Na het overeenkomen van een financiële schikking, kwam de zaak niet voor de rechter.